# 앙헬라 토레스
앙헬라 토레스(Ángela Torres, 1998년 8월 13일 ~ )는 아르헨티나의 배우, 가수이다.